# ポニーテールリボンズ
ポニーテールリボンズは、日本の音楽ユニット。

## メンバー
ポカ＝ユイチン
ボーカル、ピンクの帽子、サングラス、袖の無いデニムシャツにデニムの短パンを主に着用。
リトル＝コフスキー(2016年脱退）
伴奏、黒縁メガネがトレードマーク

## 作品

### アルバム

#### 濃ピンク濃ライフ１．０
2010年7月21日発売
| No | 曲名                              |
| -- | --------------------------------- |
| 1  | WAKE UP!!!                        |
| 2  | たーがしーじゃか？                |
| 3  | サインコサインタンジェント        |
| 4  | Great Journey                     |
| 5  | i love you feat.2side1BRAIN       |
| 6  | ぽっちゃりゴルバチョフ            |
| 7  | ざるそば                          |
| 8  | シャラポワ feat.ティンク ティンク |
| 9  | 真栄田岬                          |
| 10 | 濃ピンク濃ライフ                  |
| 11 | 卒業リボン                        |
| 12 | デオドラントラブ                  |

#### モアイの夜明け
2012年2月1日発売
| No | 曲名                   |
| -- | ---------------------- |
| 1  | おじさんおばさん       |
| 2  | ぽっちゃりゴルバチョフ |
| 3  | カルボナーラ           |
| 4  | 寿司 忍者 フジヤマ     |
| 5  | ちょんまげ             |
| 6  | 真栄田岬               |
| 7  | ざるそば               |
| 8  | 涙レター               |
| 9  | さよなら草食系男子     |
| 10 | デオドラントラブ       |
| 11 | モアイ大好き金城さん   |

#### ベリーグッド
2013年12月11日発売
| No | 曲名                       |
| -- | -------------------------- |
| 1  | アンチエイジング           |
| 2  | 寿司忍者フジヤマ           |
| 3  | ぽっちゃりゴルバチョフ     |
| 4  | おっぱいディスコ           |
| 5  | マンゴスター               |
| 6  | さよなら草食系男子         |
| 7  | アッシー君メッシー君       |
| 8  | おじさんおばさん           |
| 9  | ざるそば                   |
| 10 | ピザにタバスコ             |
| 11 | 一緒にトゥギャザー         |
| 12 | たーがしーじゃか           |
| 13 | ちょめちょめクラブ         |
| 14 | サインコサインタンジェント |
| 15 | デオドラントラブ           |
| 16 | モアイ大好き金城さん       |

#### TWINKLE
2021年8月18日発売
| No | 曲名                   |
| -- | ---------------------- |
| 1  | 明日は晴れるから       |
| 2  | 手洗いうがいナイスガイ |
| 3  | KATABUI feat. 世持桜   |
| 4  | キンキラ金曜日         |

### 楽曲プロデュース
作詞作曲は、すべてポニーテールリボンズが、プロデュースはポカ＝ユイチンが担当。
- マミマリ（RBC iラジオのradiko宣伝隊。別名「電波妖精」と呼ばれていた。）

プラプラDEラララ
アタシスイッチ
卒業リボン
- 狩俣倫太郎とくだかまり[4]

週休二日
A-O-CHOO

## 出演

### ラジオ
現在の出演番組
過去の出演番組
- RBCiラジオ『ポニーテールリボンズのモアイランドしようぜっ！』

（ - 2019年3月、4月から下記の番組にリニューアル。）
- RBCiラジオ『ポニーテールリボンズと平川美香のパイパイパイナップル!』（2019年4月 - 2022年3月、毎週火曜日23:30から放送していた）

### CM
- 2010年 au沖縄セルラー [5] (出演/楽曲)
- 2013年 昭和制作[6](楽曲)
- 2014年 仕事ありますプラザ[7](出演/楽曲)
- 2015年 御菓子御殿のレストラン（出演）